# Baskàkovo
Baskàkovo (en rus: Баскаково) és un poble de l'óblast de Tula, a Rússia, segons el cens del 2010 tenia 351 habitants.